# Porte de Passy
La porte de Passy est une porte de Paris, en France, située dans le 16e arrondissement.

## Situation et accès
La porte de Passy est une porte de Paris située à 1 000 m au nord de la porte d'Auteuil et 500 m au sud de la porte de la Muette. Elle se situe sur le boulevard Suchet, à l'angle avec l'avenue Ingres et la route des Lacs-à-Passy qui donne accès au bois de Boulogne.
La porte de Passy constitue un accès aux voies du périphérique à l'ouest de Paris.
Elle est desservie à proximité par la ligne 9 du métro de Paris à la station Ranelagh ainsi que par les lignes de bus 32, 70 et PC du réseau de bus RATP.

## Équipements
À proximité de la porte de Passy se trouvent l'hippodrome d'Auteuil, le chemin de Ceinture-du-Lac-Inférieur, le square de Passy, le musée Marmottan Monet, le jardin du Ranelagh ainsi que le stade Suchet.